# 阿都拉·巴达威
敦阿都拉·阿末·巴达威（1939年11月26日—2025年4月14日），馬來西亞政治人物、巫统党员，于2003年从马哈迪·莫哈末手中接过首相职位，为马来西亚第五任首相（2003－2009）。官方授予其头衔为“人力资源发展之父”。他也时常被称为“伯拉”，即大伯和阿都拉的合称。
1999年1月8日，时任首相马哈迪·莫哈末委任阿都拉担任副手，直到2003年10月31日才将首相一职交接给他。2004年大选，阿都拉领导国阵狂胜对手，然而在2008年大选，他带领的国阵首次失去三分二的绝对多数议席的优势和五个州政权，导致他面对巫统内部的长期施压逼宫，之后于2009年4月3日宣布卸任。阿都拉也在随后获端姑米占·再纳·阿比丁授予“敦”头衔。

## 早年
阿都拉出生於檳城峇六拜一个宗教意识强的家庭，他的祖父赛益·阿都拉·法欣是阿拉伯裔，他的外公哈苏璋則是來自中國海南省三亞的回輝人穆斯林。他于大山脚高级中学（英文中学）度过中学生涯，随后前往美以美男子中学（MBS）就读中六，进入马来亚大学并于1964年获得伊斯兰研究的学士学位。

## 政治生涯
阿都拉參政前曾任文化、青年及體育部副總秘書。1978年大選，他中選為檳城甲拋峇底區國會議員，之後於1980年受委為马来西亚聯邦直轄區部政務次長，並於同年9月擢升為直轄區副部長。
1981年，阿都拉升做首相署部長，並被委任為巫統最高理事會成員，兼出任巫統檳州聯委會主席。1984年，他獲選為巫統副主席，並出任教育部長。1986年，阿都拉被調任為國防部長。1987年巫统党选中，他參與东姑拉沙里及慕沙希淡B隊，與首相马哈迪·莫哈末的A队抗衡。阿都拉雖在這次的黨選中成功保住副主席的職位，但其部長職位較後卻被撤除，不過他卻選擇繼續效忠巫統。1988年，阿都拉受委為最高理事會成員，繼而受委為副主席。1989年，他受委代表巫統參加國家經濟諮詢理事會，擔任重組社會小組主席。
1990年巫統黨選中，阿都拉在不被看好的情況下蟬聯副主席，並於1991年在內閣改組中受委為外交部長。不過，他卻在1993年巫統改選中站在元老派的陣營，結果以微差的票數敗給宏愿队伍的安華、慕尤丁及莫哈末泰益，失去副主席的職位，但他仍被委任為巫統最高理事會成員。
1995年12月30日，阿都拉宣佈參選1996年巫統副主席職位，最終順利獲勝。
1999年1月8日，在经过数月的民间踹测后，馬哈迪正式委任原外交部長阿都拉為副首相兼內政部長。2001年2月，阿都拉抵达开罗出席第三届D-8经济合作组织峰会。2003年10月31日，馬哈迪宣佈辭去巫統主席職，同時將把職位交給署理主席的阿都拉。

## 首相

### 2004年大选
2003年10月31日，阿都拉正式從马哈迪·莫哈末手中接任马来西亚首相。2004年马来西亚大选，阿都拉领导的国阵大勝90%的國會議席。

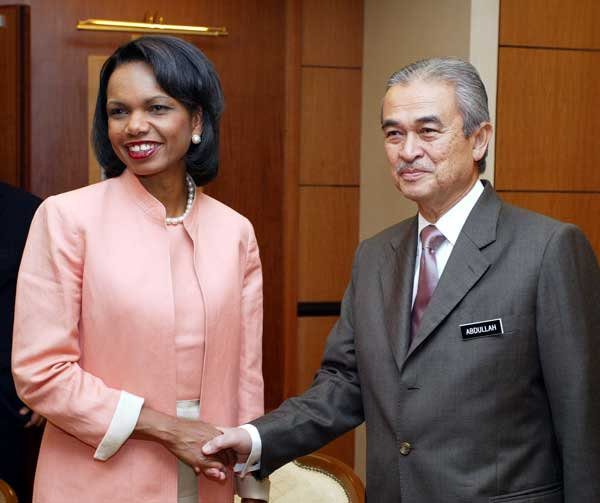
阿都拉与美国国务卿康多莉扎·赖斯会面（2006年6月27日）

### 下台
2008年3月8日，馬來西亞第十二屆大選，國民陣線遭到挫折，失去了三分之二國會議席的多數優勢。阿都拉原定於2010年退位，但在遭到巫統高層的壓力下，於10月宣佈提早至2009年3月的巫統黨選後轉讓職權，同時也不尋求蟬聯巫統主席職。
2009年4月2日，阿都拉正式卸下首相職務。次日獲馬來西亞最高元首颁授“护国玛哈拉惹荣誉勋章”（头衔为「敦」）。

## 晚年及逝世
阿都拉生前多次被社交媒体流传病危或逝世的假新闻。2020年8月，社交媒体流传阿都拉的健康每况愈下，但其特别助理杰菲里驳斥有关传闻，并强调阿都拉目前的健康状况良好。该案后来被归类为不需要采取进一步行动，时任全国总警长阿都哈密·巴多尔表示此事存在误传，文章作者并无恶意。同年10月，再度流传阿都拉病危的假消息，其辦公室也再度发表文告做出否认，並說：“阿都拉身体健康。”2021年4月22日，阿都拉逝世的消息通过Facebook广传。6月，阿都拉再次被谣传已逝世的假新闻，阿都拉办公室隔日警告，将对散布假消息者采取法律行动。11月，阿都拉办公室所属的Facebook账号再次收到阿都拉逝世的假新闻，办公室强烈否认这一消息，强调他和家人都身体健康。
2022年9月11日，前巫统党员也是他的女婿凱里·嘉馬魯丁公開指出阿都拉患有失智症，已不能認清家人和流利溝通；同時也逐漸淡出公眾視野之外，也需要乘坐輪椅生活。2024年，阿都拉因自發性氣胸入院。

### 逝世
2025年4月14日，凱里·嘉馬魯丁在社交平台Instagram上宣布阿都拉在当天时间晚上7时10分在吉隆坡国家心脏中心病逝，享年85岁，死因為多重器官衰竭。
马来西亚政府宣布为阿都拉举办国葬，阿都拉的國葬在4月15日11时至1点举行期间开放民众瞻仰，过后进行宗教仪式后安葬在国家回教堂英雄墓园。

## 家庭

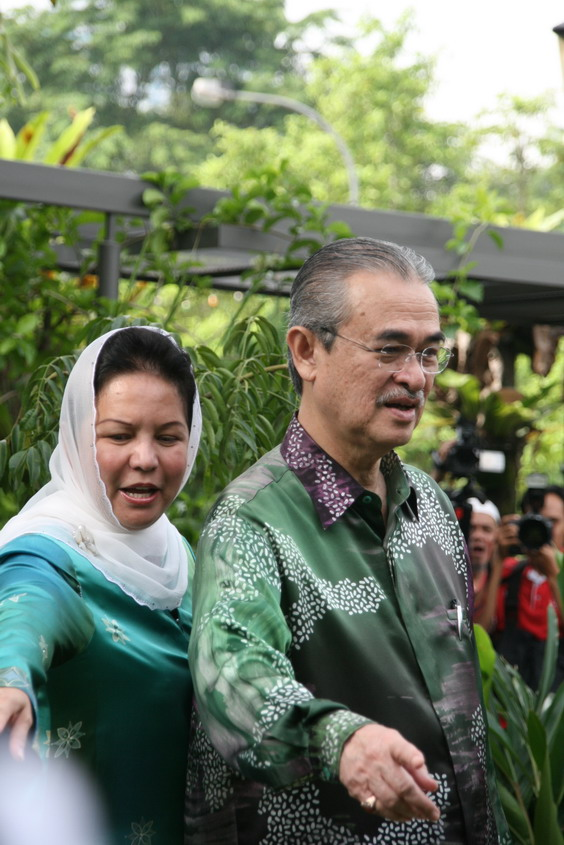
阿都拉·巴达威和现任妻子珍阿都拉

婚姻狀況：已故妻子恩頓瑪末 (Endon Mahmood) ；现任妻子珍阿都拉。与恩頓育有一子一女。儿子卡马鲁丁·阿都拉（Kamaluddin Abdullah），斯可米集团（Scomi Group）股东。女兒诺丽·阿都拉(Nori Abdullah)，女婿凯里嘉马鲁丁（Khairy Jamaluddin），曾任卫生部长、科学，工艺及革新部长、青体部长、巫青团长等职，曾是益资利集团(ECM Libra)股东。

## 评价
民调中心默迪卡研究中心（Merdeka Center）的2007年第4季民调显示，阿都拉的支持率在干净及公正选举联盟（淨选盟）以及兴都权益行动委员会（兴权会）成功号召万人大集会之后，跌至历史新低61%。
伊斯兰党主席哈迪阿旺认为阿都拉是一名“弱势首相”，并评价其领导远远不如前首相马哈迪·莫哈末般有魄力。
新加坡《海峡时报》认为他的改革遭遇巫统和官僚的强大反弹，以致有心无力，能留给马来西亚的政治遗产，实是凤毛麟角。另有外交官更形容他是马来西亚版的米哈伊尔·谢尔盖耶维奇·戈尔巴乔夫（苏联末代总统和总书记）。
2018年3月27日，阿都拉获得亚洲策略与领导研究所（ASLI）颁发的“大马人力资本发展之父”终身成就奖。亚洲策略与领导研究所首席执行员杨元庆表示，这个奖项是要表彰阿都拉在担任首相和教育部长期间，对国家人力资源发展做出的贡献。

## 争议

### 改革失败
阿都拉在2004年大选期间曾多次许下各种改革的承诺，不过他在位期间很多改革没有实现，不仅没能够进行许多的改革，阿都拉的众多改革也让马来西亚在日后陷入更混乱的局面，如他对媒体界的改革，执政期间，阿都拉透过开放言论空间让媒体掌握更大的自由权，然而这项改革让许多媒体更加不受限制的煽动各种舆论，导致国家在面对重大课题时争论不休，而这个局面也是现在马来西亚媒体界的通病之一。

### 亲戚涉及丑闻
2006年10月，伊拉克石油换食品计划腐败案独立调查委员会报告指出，阿都拉的两名亲戚涉及与伊拉克有关的“石油换取粮食”丑闻。

### 水灾期间出国
2006年12月，阿都拉在南马大水灾期间，因前往澳大利亚为一家Nasi Kandar餐馆开幕而饱受非议。

### 2007年世界竞争力报告
2008年1月29日，由巫统控制的《马来前锋报》封面头条报道，马来西亚政府效率排名世界第6，甚至超越英国、德国、日本和法国等先进国。有关新闻指出，阿都拉引述瑞士洛桑经济管理学院（IMD）的世界竞争力报告，指马来西亚在逾2千万人口国家的组合中，政府效率的排名超越英国、德国、泰国、西班牙、日本、俄罗斯和法国。
人民公正党实权领袖安华·依布拉欣于当天在其办公室举行新闻发布会，反驳阿都拉上述说法具有误导性，事实上马来西亚在“2007年世界竞争力报告”中不进反退，从2006年第22名倒退一位至去年的第23名：“阿都拉所公布的数据，只是局限于人口逾2千万的国家组合内的排名，并非全世界的排名。”“阿都拉以这种误导性的做法，试图无力的隐瞒马来西亚经济在其执政下，只取得缓慢的进步。很多人都没有想到会受到阿都拉的误导。”

### “退休礼物”
2022年3月7日，前首相马哈迪·莫哈末在国会参与元首施政御词辩论时透露，阿都拉退休后曾获得时任政府赠予总值7000万令吉的礼物。

## 著作及纪录片

### 著作
- 《觉醒：马来西亚的阿都拉年代》（Awakening：The Abdullah Badawi Years in Malaysia）
- 《阿都拉巴达威传记》[32]

### 纪录片
- 《政治家传奇：敦阿都拉阿末巴达威》（Legasi Negarawan：Tun Abdullah Ahmad Badawi）[33]

## 荣誉与奖项

### 马来西亚勋章
- 马来西亚 :
  -  护国有功成员勋章 (AMN) (1971)[34]
  -  护国丞官勋章 (KMN) (1975)[34]
  -  护国玛哈拉惹勋章 (SMN) – 敦 (2009)[34]
- 聯邦直轄區 :
  -  联邦直辖区乌达玛勋章 (SUMW) – 拿督斯里乌达玛 (2010)[35]
- 柔佛 :
  -  柔佛王室一级勋章 (DK I) (2004)[36]
- 吉兰丹 : 
  -  吉兰丹王室勋章 (DK) (2006)[37]
- 吉打 :
  -  吉打乌达玛勋章 (DUK) – 拿督斯里乌达玛 (2006)
- 马六甲 :
  -  马六甲乌达玛勋章 (DUNM) – 拿督斯里乌达玛 (2004)
- 森美蘭 :
  -  森美兰效忠斯里勋章 (SPNS) – 拿督斯里 (2000)
- 彭亨 :
  -  苏丹阿末沙效忠斯里勋章 (SSAP) – 拿督斯里 (1999)
  -  彭亨王室二级勋章 (DK II) (2006)[38]
- 檳城 :
  -  槟城表扬勋章 (DJN) (1979)
  -  槟城护国荣誉勋章 (DMPN) – 拿督 (1981)
  -  槟城护国辉煌勋章 (DGPN) – 拿督斯里 (1997)
  -  槟城护国乌达玛勋章 (DUPN) – 拿督斯里乌达玛 (2004)
- 霹靂 :
  -  苏丹阿玆兰沙勋章 (SPSA) – 皇家拿督斯里 (2003)[39]
- 玻璃市 :
  -  端姑赛西拉鲁丁效忠斯里勋章 (SSSJ) – 皇家拿督斯里 (2001)
- 沙巴 :
  -  神山领袖勋章 (SPDK) – 拿督斯里邦里玛 (1999)
- 砂拉越 :
  -  犀鸟之星拿督巴丁宜勋章 (DP) – 拿督巴丁宜 (2003)
- 雪蘭莪 :
  -  苏丹沙拉胡丁·阿都-阿玆沙效忠拿督勋章 (DSSA) – 拿督 (1992)[40]
  -  雪兰莪王冠斯里勋章 (SPMS) – 拿督斯里 (2000)[41]
- 登嘉樓 :
  -  苏丹米占·再纳·阿比丁效忠乌达玛勋章 (SUMZ) – 拿督斯里乌达玛 (2005)

### 国外勋章
- :
  -  第一等汶莱莱拉乌达玛勋章 (DK) – 拿督莱拉乌达玛 (2010)[42][43]
- 智利 :
  -  大十字级贝尔纳多·奥希金斯勋章 (1994)[44]
- 印度尼西亞 :
  -  第二等印度尼西亚共和国之星 (2007)[45]
- 日本 :
  -  勋一等瑞宝章 (1991)
- 科索沃 :
  -  独立勋章 (2025；追赠)[46][47]
- : 
  -  外交贡献勋章无穷花章 (1992)
  -  外交贡献勋章牡丹章 (1983)